# Płaton Haławacz
Płaton Ramanawicz Haławacz (biał. Платон Раманавіч Галавач; ros. Платон Романович Голова́ч; ur. 5 kwietnia?/18 kwietnia 1903 we wsi Pabokawiczy w powiecie bobrujskim w guberni mińskiej, zm. 29 października 1937 w Mińsku) – białoruski i radziecki pisarz.

## Życiorys
W latach 1923–1928 był jednym z kierowników zjednoczenia literackiego „Maładniak”, od 1924 członek RKP(b)/WKP(b). Aktywny zwolennik i piewca kolektywizacji i „socjalistycznych przeobrażeń na wsi”. Autor socrealistycznych powieści „Spałoch na zahonach” (1930), romansu „Praz hady” (1934) i dużej liczby opowiadań, które zostały wydane w zbiorach „Drobiazi życcia” (1927) i „Choczacca żyć” i innych. Podstawowym tematem jego twórczości było opiewanie nowego życia i socjalistycznej przebudowy wsi. Uznany za klasyka białoruskiej literatury. W 1928 był I sekretarzem KC Komsomołu.
11 sierpnia 1937 aresztowany w Mińsku, 28 października 1937 skazany na śmierć przez „trójkę” NKWD i następnego dnia rozstrzelany w czasie tzw. „nocy rozstrzelanych poetów”. 25 lipca 1956 pośmiertnie zrehabilitowany.